# Your Soul
Your Soul (englisch etwa „Deine Seele“) ist ein Lied des britischen Singer-Songwriters Rhodes. Das Stück erschien zunächst als Promo-Single aus seinem Debütalbum Wishes und erlangte zwei Jahre später in einer Remixversion mit dem deutschen DJ Felix Jaehn größere Bekanntheit.

## Entstehung und Veröffentlichung
Geschrieben wurde das Lied von David Christopher Rhodes selbst. Produziert wurde die Single ebenfalls von Rhodes in Zusammenarbeit mit dem britischen Musikproduzenten James Kenosha. Das Mastering erfolgte unter der Leitung des britischen Tontechnikers Dick Beetham. Abgemischt wurde Your Soul durch den britischen Musikproduzenten Cenzo Townshend. Beetham und Townshend wirkten auch gemeinsam als Toningenieure an dem Stück mit. Die CD erschien lediglich in einem Pappschuber. Auf dem orange-pink gehaltenen Cover der Promo-Single ist – neben Künstlernamen und Liedtitel – ein Vogelschwarm zu sehen. Dabei handelt es sich um das gleiche Coverbild wie zur Morning EP.
Die Single wurde ursprünglich im Selbstvertrieb unter Rhodes eigenem Label Rhodes Music veröffentlicht und vertrieben. Später erschien das Stück auch unter Ministry of Sound sowie Sony Music und wurde mitunter durch Sony/ATV Music Publishing verlegt. Die Erstveröffentlichung der Promo-Single erfolgte am 12. Mai 2014 im Vereinigten Königreich. Bereits einen Tag zuvor erschien Your Soul zunächst auf seinem zweiten Extended Play Morning am 11. Mai 2014. Am 18. September 2015 erschien Your Soul ebenfalls als Teil seines Debütalbums Wishes. Your Soul war unter anderem in der zweiten Staffel der US-amerikanischen Fernsehserie Reign, in der Folge Das Ende der Trauer (The End of Mourning), zu hören.

## Inhalt
Der Liedtext zu Your Soul ist in englischer Sprache verfasst. Wörtlich ins Deutsche übersetzt bedeutet der Titel so viel wie „Deine Seele“. Die Musik und der Text wurden von Rhodes selbst geschrieben. Musikalisch bewegt sich das Lied im Bereich des Indie-Pops. Das Tempo beträgt 107 Schläge pro Minute. Inhaltlich geht es um eine bereits zerbrochene Liebesbeziehung, die nicht mehr zu retten scheint. Der eine Partner hat noch immer Sehnsucht nach dem anderen, kommt noch nicht mit dem scheinbaren Ende klar und sieht in allem nur seinen Partner. Dieser möchte nicht mehr diskutieren oder reden, sondern nur noch die restliche Zeit genießen.
Das Stück besteht aus zwei jeweils vierzeiligen Strophen, einer Bridge sowie einem Refrain. Es beginnt mit der ersten Strophe auf die zunächst eine Bridge und danach der Refrain folgen. Nach dem ersten Refrain kommt die zweite Strophe, an die sich zum zweiten Mal der Refrain anreiht. Nach dem zweiten Refrain wiederholt sich die Bridge, ehe zum dritten und letzten Mal der Refrain erfolgt.
| “Oh you know when you’re alone. I’m holding on. And on and on and on. Oh you know when you’re alone. I’m holding on. And on and on and on. To your soul … Your soul.” – Refrain, Originalauszug | „Oh, du weißt wenn du alleine bist. Ich halte mich daran fest. Und weiter und weiter und weiter. Oh, du weißt wenn du alleine bist. Ich halte mich daran fest. Und weiter und weiter und weiter. An deiner Seele … Deiner Seele.“ – Refrain, Übersetzung |

## Musikvideo
Das Musikvideo zu Your Soul feierte am 17. April 2014 auf der Videoplattform YouTube seine Premiere. Es zeigt ein Liebespärchen, das in Zeitlupe vor einem schwarzen Hintergrund schwebt. Im ersten Abschnitt nähern sich beide zunächst an. Es folgt eine Szene, in der sie sich beide an der Hand des anderen festhalten, ehe sie voneinander weggezogen werden und ins “Nichts” fallen. Im zweiten Abschnitt springen beide aufeinander zu, verfehlen sich jedoch und falles erneut ins “Leere”. Während des dritten Abschnitts hängt der Mann kopfüber und die Frau hält sich an seinen Händen fest. Sie können nicht aneinander festhalten und sie fällt ins “Schwarze”. Am Ende und zwischendurch sind immer wieder Szenen von Rhodes zu sehen, der ebenfalls vor dem schwarzen Hintergrund, das Lied singt. Die Gesamtlänge des Videos beträgt 3:51 Minuten. Regie führte der Londoner Regisseur Nick Rutter, die Produktion erfolgte durch Sonny London. Bis März 2025 zählte das Musikvideo über 1,4 Millionen Aufrufe auf YouTube.

## Mitwirkende
| Liedproduktion - Dick Beetham: Mastering, Toningenieur - James Kenosha: Musikproduzent - David Christopher Rhodes (Rhodes): Gesang, Komponist, Liedtext, Musikproduzent - Cenzo Townshend: Abmischung, Toningenieur Artwork - Nick Rutter: Regisseur (Musikvideo) | Unternehmen - Ministry of Sound: Musiklabel - Rhodes Music: Musiklabel - Sonny London: Filmproduzent (Musikvideo) - Sony Music: Musiklabel - Sony/ATV Music Publishing: Verlag |

## Rezeption
Einen offiziellen Charteinstieg verfehlte Your Soul, Verkaufszahlen sind ebenfalls nicht bekannt. Das britische Rundfunkprogramm BBC Radio 1 setzte das Lied an die Spitze der wöchentlichen „BBC Introducing Playlist“, einer Wiedergabeliste, in der Nachwuchskünstler vorgestellt werden. Das englischsprachige Musik-Portal musicalmoses.com kürte das Lied zum „Track of the day“ (englisch etwa „Musikstück des Tages“) und beschrieb es unter anderem als „perfekte emotionale Ballade“. Madelene Sutton von der britischen Internetseite aaamusic.co.uk vergab vier von fünf Sternen. Sie kam zum Entschluss, dass es schwer falle, das Stück aufgrund seiner intensiven Emotionen und seines unaufhaltsame melodischen Gesanges, der der Botschaft noch mehr Leidenschaft verleihe, nicht zu lieben.

## Your Soul (Holding On)
Bei Your Soul (Holding On) handelt es sich um eine Neuauflage beziehungsweise Remixversion des Originals von Rhodes zusammen mit Felix Jaehn. Die Neuauflage weicht textlich nicht vom Original ab, sie ist lediglich um eine Bridge und einen Refrain gekürzt. Musikalisch ist die der Remix elektronischer und schneller gehalten. Das Stück orientiert sich mehr am House anstatt dem Indie-Pop. Das Tempo beträgt 116 Schläge pro Minute und das Stück ist auf der Tonart F-Dur aufgebaut. Im Vergleich zum Original ist Your Soul (Holding On) fast eine Minute kürzer.

### Entstehung und Veröffentlichung
Die Idee zu dieser Kollaboration ging von Jaehn aus. Er sei von Rhodes’ Gesang und Texten auf seinem Debütalbum Wishes so überzeugt gewesen, dass er „sofort“ mit ihm zusammenarbeiten wollte. Der Liedtext zu Your Soul (Holding On) stammt von David Rhodes (RHODES) selbst. Die Komposition der Neuauflage tätigte Rhodes gemeinsam mit Michael Geldreich, Daecolm Holland, Felix Jaehn und Mark Ralph. Produziert wurde Your Soul (Holding On) durch Jaehn. Der Hauptgesang des Liedes stammt nach wie vor von Rhodes, Jaehn wirkt lediglich als Produzent mit. Bei dem Coverbild handelt es sich um dasselbe wie zu Your Soul. Lediglich die Hintergrundfarbe wurde geändert, diese ist hierbei grünlich gehalten.
Your Soul (Holding On) wurde unter dem Musiklabel B1 veröffentlicht sowie durch Duende Songs, Sony/ATV Music Publishing und Universal Music Publishing verlegt. Die Single erschien als Einzeldownload am 16. Dezember 2016. Am 3. Februar 2017 erschien eine erweiterte Fassung („Extended Version“) des Liedes als Einzeldownload. Bislang wurde das Stück auf keinem Album der beiden Interpreten veröffentlicht, erschien aber auf namhaften Samplern wie: Bravo Hits 96, The Dome Vol. 81 und Die ultimative Chartshow – Die erfolgreichsten Hits 2017.

### Mitwirkende
| Liedproduktion - Michael Geldreich: Komponist - Daecolm Holland: Komponist - Felix Jaehn: Komponist, Musikproduzent - Mark Ralph: Komponist - David Rhodes (Rhodes): Gesang, Komponist, Liedtexter | Unternehmen - B1: Musiklabel - Duende Songs: Verlag - Sony/ATV Music Publishing: Verlag - Universal Music Publishing: Verlag |

### Rezensionen
Die deutschsprachige Webpräsenz djservicehamburg.de kürte Your Soul (Holding On) zum „Song des Tages“ und beschrieb das Stück unter anderem als „locker-flockigen Dancefloor-Hit“.
Das deutschsprachige Musik-Portal trendcharts.de beschrieb Jaehns Interpretation von Your Soul als eine tanzbare Brücke zwischen den Welten, Fluoreszierend wie eine lange Nacht in einer mediterranen Großstadt und leicht wie eine Feder im Wind eines lauen Sommernachmittags. Die Neufassung verleihe der bodenständigen Schlichtheit RHODES’ regelrecht Flügel. Your Soul (Holding On) sei eine virtuos komponierte Melange aus den ätherischen Harmonien, mächtigen Melodien und der zerbrechlichen Authentizität.

### Chartplatzierungen
Your Soul (Holding On) erreichte in Deutschland Position 96 der Singlecharts und konnte sich insgesamt eine Woche in den Charts halten. Des Weiteren platzierte sich die Singles mehrere Wochen in den iTunes-Tagesauswertungen und erreichte mit Position 36 am 16. Dezember 2016 (Chartdebüt) seine höchste Notierung. In Österreich erreichte die Single in ebenfalls einer Chartwoche Position 70 und in der Schweiz in zwei Chartwochen Position 93 der Charts.
Rhodes erreichte mit Your Soul (Holding On) zum zweiten Mal nach Let It All Go (Birdy + Rhodes) die Schweizer Hitparade als Autor, Interpret und Musikproduzent. In Deutschland und Österreich erreichte er hiermit erstmals die Charts. Für Jaehn als Interpret ist dies, inklusive des Charterfolgs mit seinem Musikprojekt Eff, der siebte Charterfolg in Deutschland, sowie jeweils sein sechster in Österreich und der Schweiz. Als Musikproduzent ist dies sein sechster Charterfolg in Deutschland sowie jeweils sein fünfter in Österreich und der Schweiz. In seiner Autorentätigkeit ist Your Soul (Holding On) Jaehns fünfter Charterfolg in Deutschland sowie jeweils der vierte in Österreich und der Schweiz.
Geldreich erreichte als Autor nach Hey Girl (Cro) und Jeder für Jeden (Felix Jaehn feat. Herbert Grönemeyer) zum dritten Mal die deutschen Charts sowie zum zweiten Mal die Charts in Österreich und der Schweiz. Ralph erreichte in seiner Autorentätigkeit nach King (Years & Years) im Jahr 2015 zum zweiten Mal die Charts aller drei Länder. Holland erreichte mit Your Soul (Holding On) erstmals die Charts.